# Convenção de chamada de funções
Em ciência da computação, convenção de chamadas de função é o esquema pelo qual as funções de um programa recebem parâmetros e como elas retornam um resultado. Essas convenções diferem de acordo com as linguagens de programação, os sistemas operacionais e CPUs. Essa diversidade de ambientes causa dificuldades na implementação de compiladores para execução de programas em diferentes sistemas operacionais e processadores.
Compiladores de linguagens de alto nível como C/C++, Pascal ou Java, usam essas convenções para permitir chamadas de função. Nas linguagens de alto nível, o esquema de chamadas é transparente ao programador. O compilador contudo é responsável pela criação do código de máquina para cada função que o programador chama dentro do seu programa. Essa implementação também pode ser feita pelo programador em linguagem de montagem (assembly).
Processadores como os da Intel possuem mais de uma convenção de chamada de função.